# 나모로카 국립공원

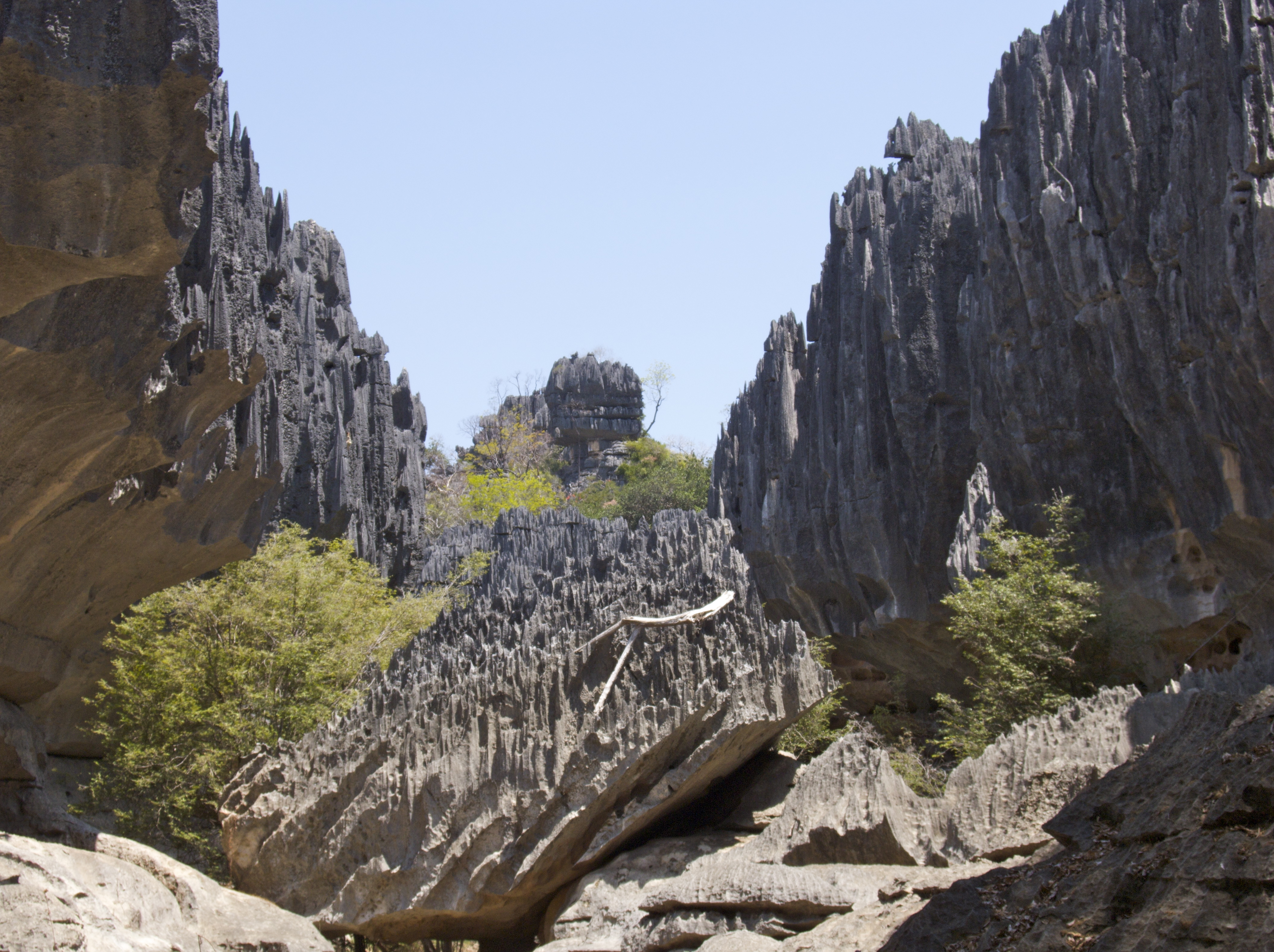
나모로카 국립공원

나모로카 국립공원(말라가시어: Valan-javaboarin'i Namoroka, 프랑스어: Parc national du Tsingy de Namoroka)은 마다가스카르의 마하장가 주 소아랄라(Soalala) 지역 북서쪽에 위치한 자연보호 지역이다.

## 역사
1927년에 국립공원으로 지정되었고, 1966년에 특별 보호구역으로 지정되었다.

## 기후 및 지리
마다가스카르 북서부에 위치한 나모로카 국립공원은 건기는 7개월, 우기는 5개월간 지속된다. 강수량은 연간 115cm이며, 평균온도는 25°C이다. 카르스트, 동굴, 협곡, 천연 수영장으로 잘 알려져 있다.

## 동물상

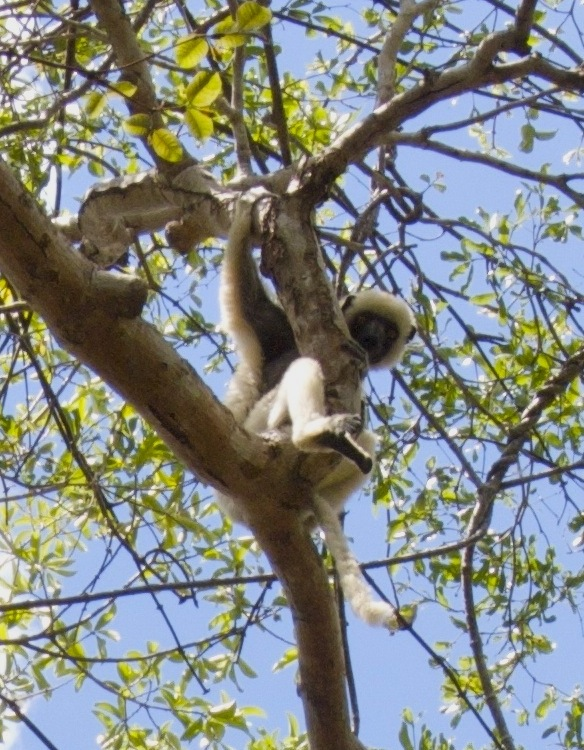
반데르데켄시파카

30여 종의 파충류와 개구리 5종, 포유류 16종, 그리고 다음 여우원숭이 8종의 원산지이다.
- 반데르데켄시파카
- 붉은여우원숭이
- 동부작은대나무여우원숭이
- 마조알라포크여우원숭이
- 회색쥐여우원숭이
- 밀네-에드워즈족제비여우원숭이
- 살찐꼬리난쟁이여우원숭이
- 아이아이

## 기타
모질라 파이어폭스 3.6의 코드네임으로 선정되었다.

## 같이 보기
- 마다가스카르의 국립공원 목록